# Wolken- und Nebelwald

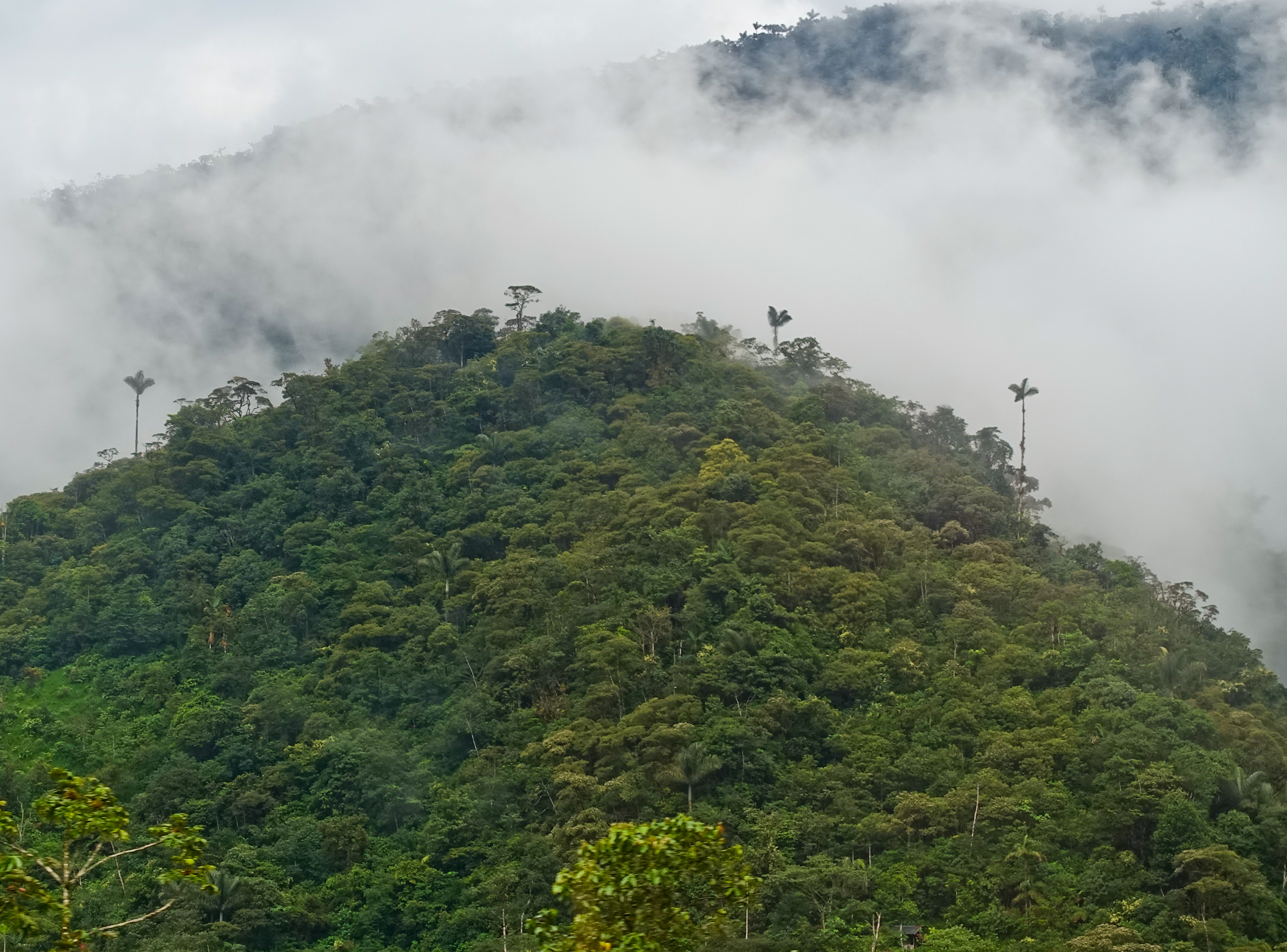
Tropischer Wolkenwald am Andenosthang in Ecuador

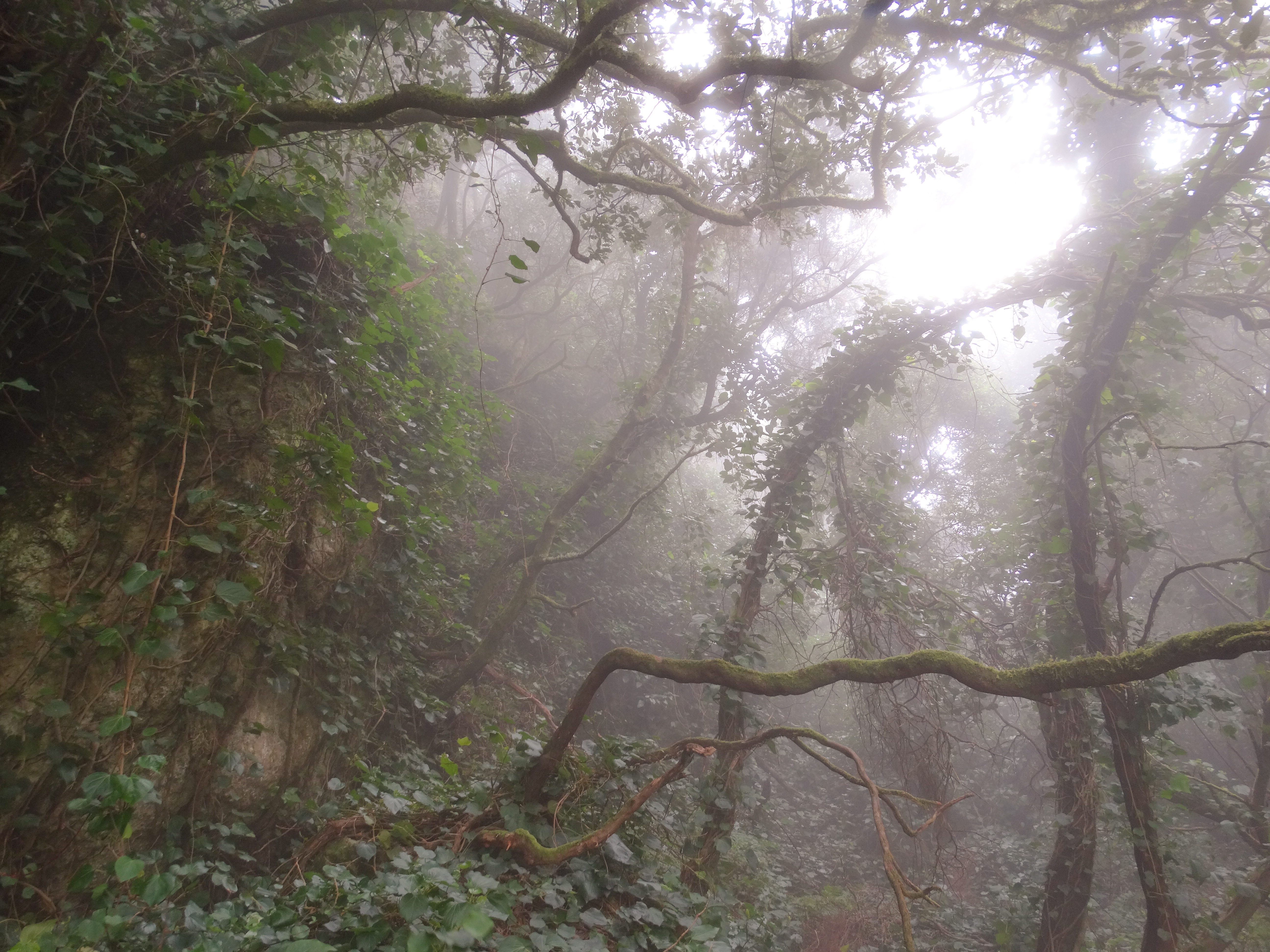
Subtropischer Lorbeerwald auf La Palma

Wolken- und Nebelwald sind Begriffe für extrazonale Waldformationen (Bergwälder, vorwiegend an Luvhängen) der montanen Höhenstufe feucht-heißer (vorwiegend) tropischer und (seltener) subtropischer Gebirge, deren Wasserbedarf ganzjährig zu einem Großteil durch Nebel gedeckt wird.
In deutscher Literatur wird zumeist verallgemeinernd nur der Begriff Nebelwald verwendet, obwohl in tropischen Hochgebirgen, die über 2500 Meter Höhe reichen, in der Regel zwei übereinanderliegende Kondensationszonen vorkommen, sodass ein tiefer gelegener Wolkenwald unterschieden werden kann.
Solche Wolkenwälder liegen zwischen 1500/1800 bis 2500/2800 Höhenmeter in der unteren (konvektiven) Kondensationszone im Wolkenstau, der allerdings je nach Region nicht ganzjährig vorhanden ist. In den Randtropen beginnen sie auch schon bei rund 1000 m. Im Gegensatz zu den kalt-tropischen Nebelwäldern ist die Zuordnung der Wolkenwälder unklar: Einige Autoren setzen sie mit den gesamten oder nur den oberen Bergregenwäldern gleich, manche differenzieren sie nicht, die meisten fassen sie mit den Nebelwäldern zusammen. Volkmar Vareschi behält den Begriff Wolkenwald (oder Selva nublada) einem ganz speziellen Waldtyp vor, der nach seiner Definition nur in zwei sehr kleinen Gebieten der Erde vorkommt (Cameron Highlands in West-Malaysia und auf dem Rücken der Nördlichen Küstenkordillere in Venezuela).
Die sich gipfelwärts anschließenden (echten) Nebelwälder der Tropen gedeihen in der Nähe des Äquators von 2500/2800 Meter Meereshöhe bis zur Waldgrenze auf 3000/3500 Meter (zum Teil bis auf 4000 Meter) Höhe in der zweiten (thermischen) Kondensationszone. Die Wasserzufuhr ist hier deutlich geringer, jedoch stetig, da fast immer Nebel herrscht. Zudem kann hier bereits zeitweilig Frost auftreten (siehe: Absolute Frostgrenze), sodass die Pflanzen entsprechend angepasst sein müssen.
In humiden Regionen der Subtropen finden sich etwa zwischen 500 und 1400 Meter ebenfalls immergrüne feuchte Wälder, die ihren Wasserbedarf aus kondensierter Feuchtigkeit decken. Auch sie werden von manchen Autoren Nebelwälder genannt.
Die Waldgrenze der tropischen Nebelwälder liegt je nach Kontinent zwischen 3000 und 4000 Meter; bei subtropischen „Nebelwäldern“ bereits bei rund 1500 Meter. Hier wie dort fällt die Lufttemperatur am Boden unter 7 °C und an mindestens 100 Tagen tritt Frost auf.

## Klimatische Verhältnisse
Die Ursache für alle Wolken- und Nebelwälder ist eine ganzjährig hohe Luftfeuchtigkeit bei ausreichender Wärme – wie es vor allem für die Ökozonen der immerfeuchten Tropen und -Subtropen zutrifft –, in Verbindung mit einem ausgeprägten Gebirgsklima, das mit zunehmender Höhe zu einer kühleren Witterung führt. Dadurch kommt es bei etwa ein bis fünf Grad niedrigeren Temperaturen (siehe dazu auch Taupunkt und Steigungsregen) zur Kondensation der Luftfeuchte. Die Folge sind tiefhängende Wolken, Nebel, Sprühregen oder Taufall, die hier einen entscheidenden Beitrag zur Versorgung der Pflanzen mit Feuchtigkeit übernehmen.
An den Luvhängen (die der Hauptwindrichtung zugekehrt sind) befindet sich in den Tropen eine untere (stärkere) Wolkenkondensationszone (Hebungskondensationsniveau durch den Stau von Luftströmungen), in der die Wolkenwälder gedeihen.
Die eigentlichen Nebelwälder liegen höher, in einer schwächeren Konvektionskondensationszone (durch aufsteigende Warmluft), die in tropischen und subtropischen Gebirgen vorkommt.

## Charakteristik

### Tropische Wolken- und Nebelwälder

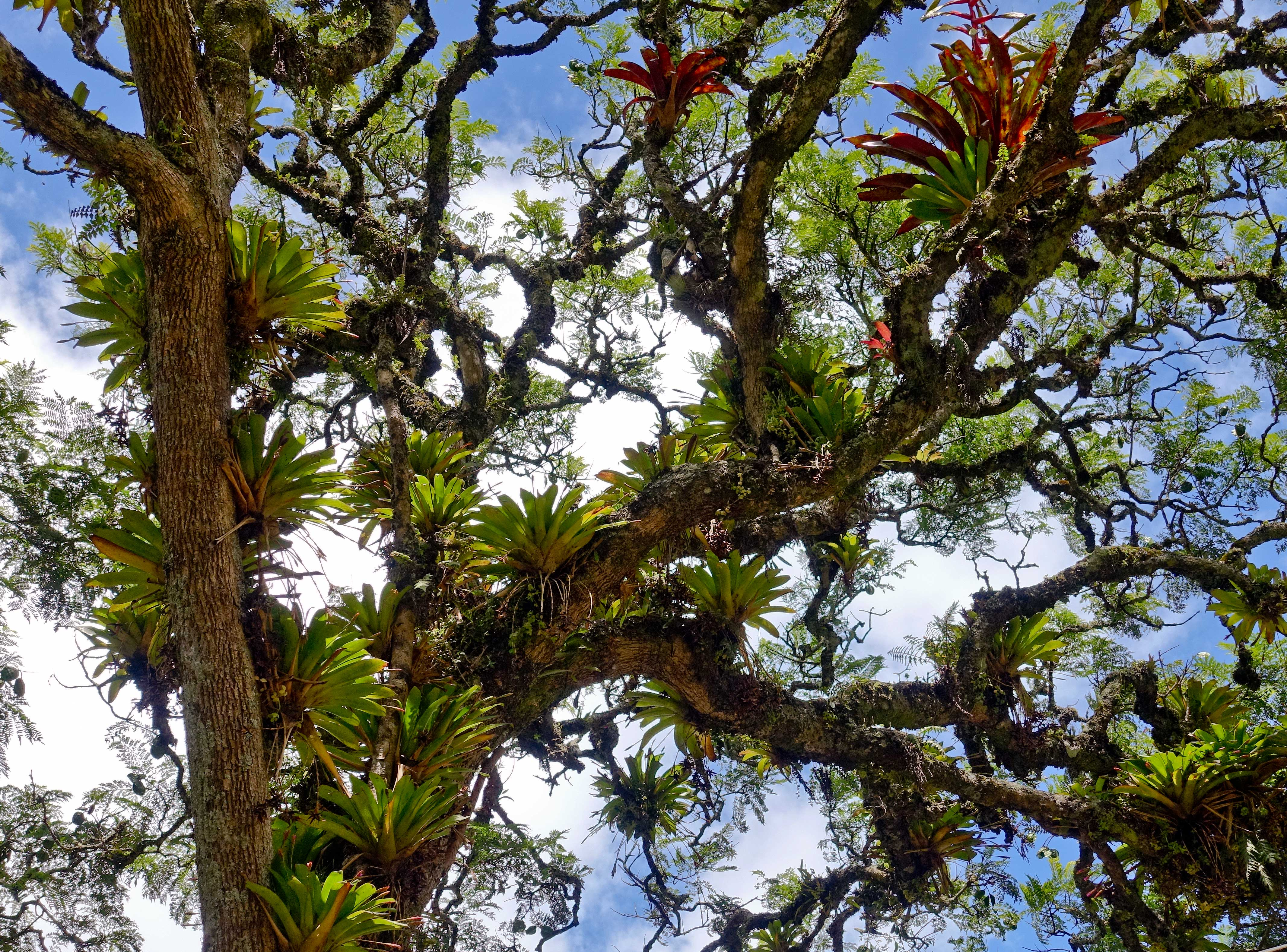
Baumbewohnende Bromelien, (Baños, Ecuador) auf etwa 2000 m

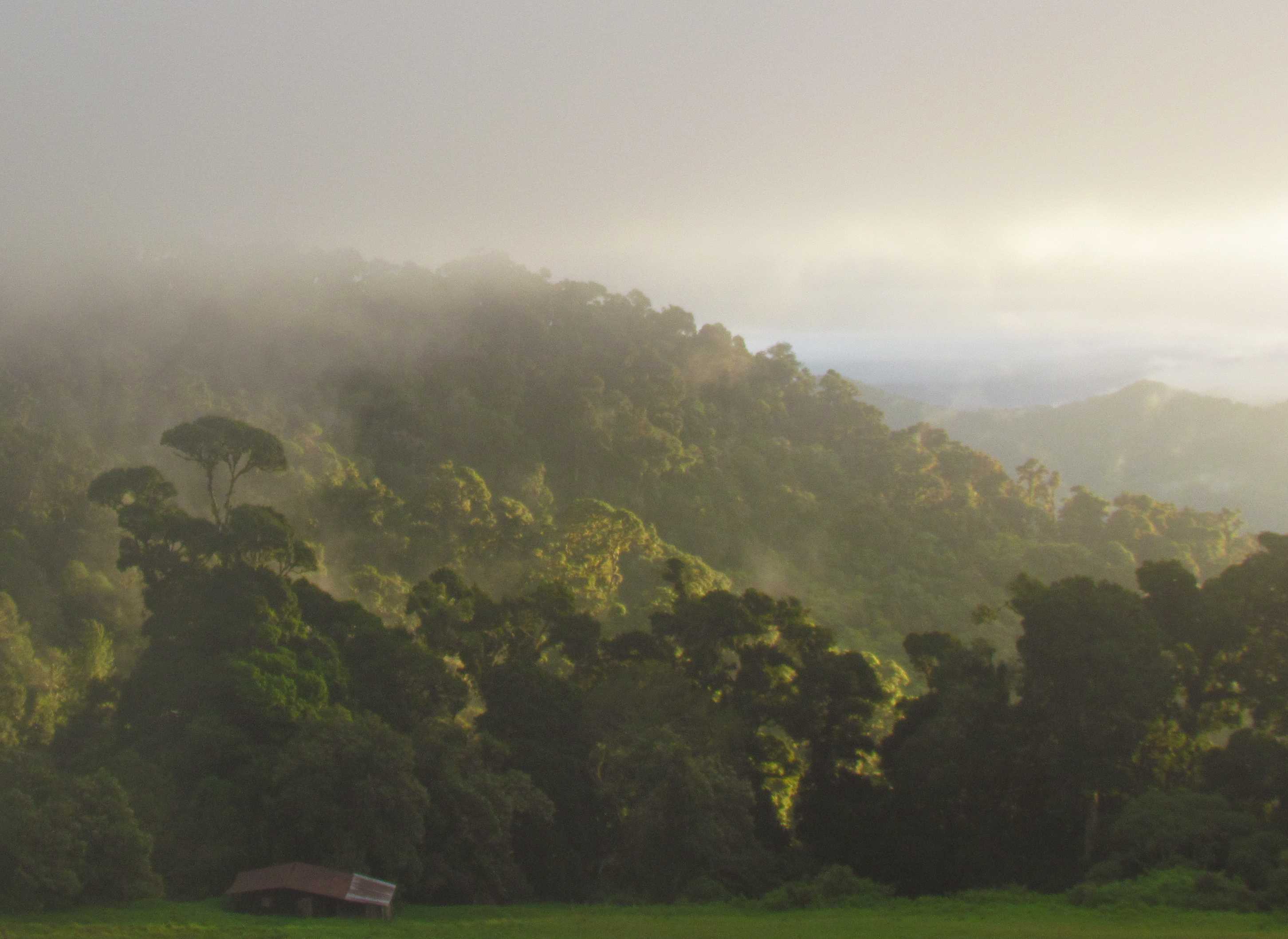
Nebelwald am Volcán Barú in Panama

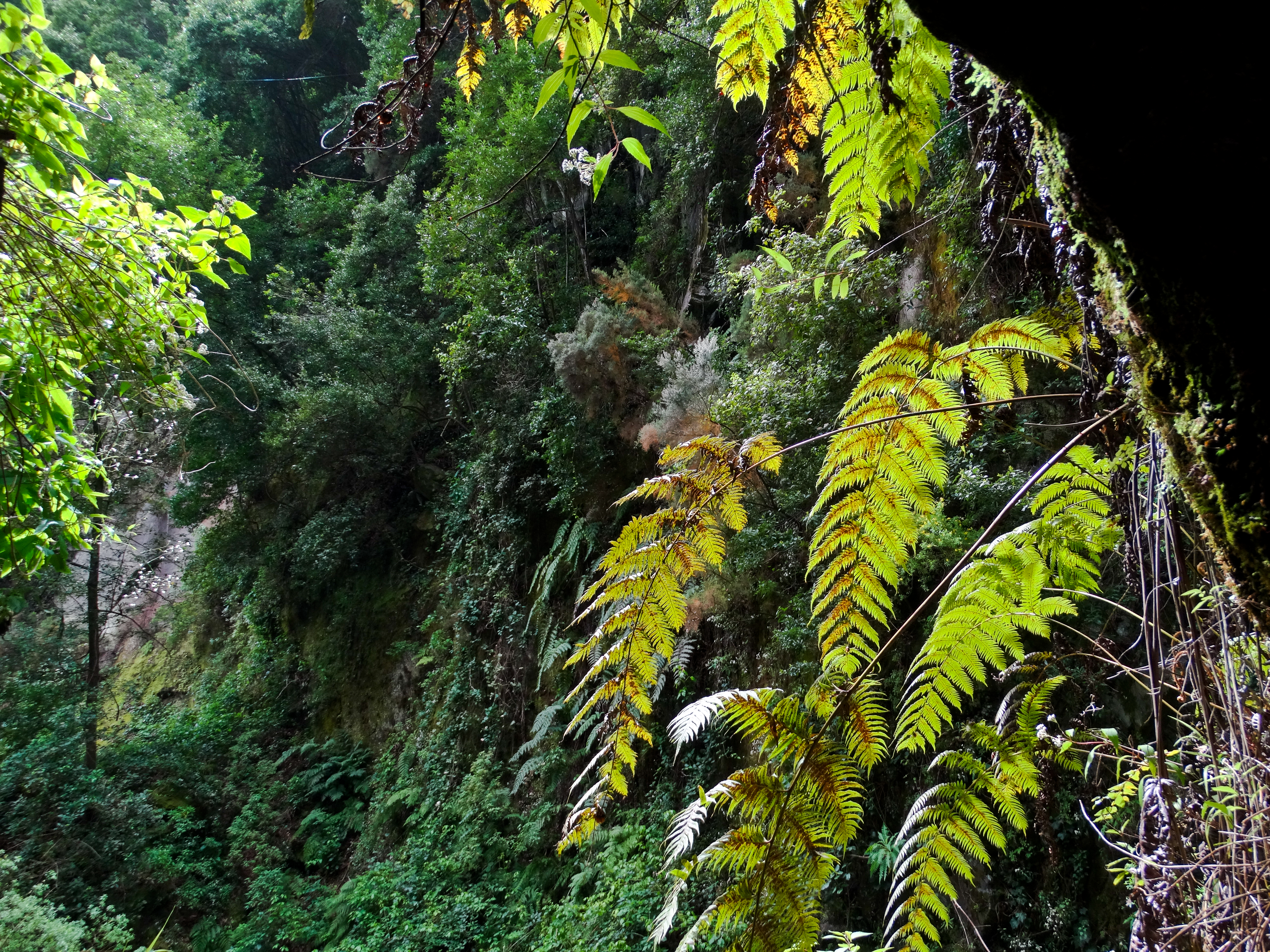
Farnreichtum im subtropischen Nebelwald von La Palma

Die folgende Tabelle zeigt beispielhafte Klimawerte einiger immerfeuchter (kalt)tropischer Bergwälder:
| Gebirge                 | Montane Höhenstufe    | Jahresmitteltemperaturen | Niederschläge im Jahresmittel |
| ----------------------- | --------------------- | ------------------------ | ----------------------------- |
| Puncak Trikora          | 2500–3500 m           | 14–8 °C                  | 2500–3000 mm                  |
| Kordilleren Costa Ricas | 1800–3200 m           | 16–8 °C                  | 2000–4000 mm                  |
| Nördliche Anden         | 1800–3000 m           | 17–9 °C                  | 700–4000 mm                   |
| Tepuis in Venezuela     | 2000–2700 m           | 18–13 °C                 | 1000–2000 mm                  |
| Kinabalu auf Borneo     | 2000/2350–2600/2800 m | 19–16 °C                 | 2500–3000 mm                  |
| Bolivianische Anden     | 1500–3500 m           | 20–9 °C                  | 2000–6000 mm                  |

Ist die weitere Untergliederung in Wolken- und Nebelwälder klimatisch relativ einfach – unten häufig wechselnde Wolken mit Bodenkontakt und niemals Frost; oben fast dauernd Nebel und mögliche Frostnächte –, ist dies pflanzenkundlich sehr schwierig:
Überall sind immergrüne Lorbeergehölze (wie in den tiefer liegenden tropischen Bergregenwäldern und den Lorbeerwäldern der feuchten Subtropen) bestandsbildend. Typisch sind Baumfarne, die hier statt der Palmen zu finden sind. An der Wolkengrenze erreichen die meisten Baumkronen Höhen von bis zu 18 Meter und sind damit nur noch knapp halb so hoch wie das Kronendach des Tieflandregenwaldes. Dies gilt auch für die „Urwaldriesen“, die allerdings in der gesamten Höhenstufe kaum noch vorhanden sind. Mit zunehmender Meereshöhe sinkt die Höhe der Bäume auf ein Minimum von 1,50 Meter ab.
Wolken- und Nebelwälder sind jedoch vor allem durch ihren zumeist sehr dichten, krautigen Unterwuchs mit vielen Farnen und vor allem durch den Reichtum an Epiphyten („Aufsitzerpflanzen“) gekennzeichnet. Eine höhenwärtige Abnahme betrifft gegliederte Blätter, große Blätter, Träufelspitzen und Blüten oder Früchte, die direkt am Stamm wachsen (Kauliflorie). Auffallend sind die kleineren, ganzrandigen Blätter, der knorrigere Wuchs der Bäume, verhältnismäßig dicke Stämme und insgesamt ein unterschiedliches Arteninventar. In manchen Gebirgen spielen Bambuspflanzen eine große Rolle.
Palmen fehlen fast ganz, stattdessen ist die Zahl an epiphyllischen und epiphytischen Moosen, Farnen und Flechten auf den Stämmen und Ästen der Bäume wesentlich größer als in den Regenwäldern.

#### Wolkenwälder
Die tiefmontanen Wolkenwälder lösen in den feuchtheißen Tropen zumeist in einem fließenden Übergang zwischen 1500/1800 bis 2500/2800 Höhenmeter den kollinen Gebirgsregenwald ab. Sie liegen meistens in einem Bereich deutlich abnehmender Niederschlagswerte mit Jahresmittelwerten von oftmals deutlich unter 2000 mm und Temperaturen von unter 18 °C.
Das Kronendach besteht nur noch aus zwei „Stockwerken“, die im Gegensatz zu den Regenwäldern nur undeutlich getrennt sind. Die über die Kronenschicht ragenden Bäume – sogenannte Emergenten –, die typisch für die Regenwälder sind, kommen nur noch vereinzelt vor und ragen meist nur noch wenig über die anderen Bäume. Die Zahl der Baumarten ist absolut sehr hoch, jedoch bereits deutlich geringer als im Regenwald. Brettwurzeln, Schlingpflanzen und große, holzige Lianen kommen nur noch vereinzelt vor.

#### Nebelwälder
Oberhalb der absoluten Frostgrenze geht der Wolkenwald in den Nebelwald über. Während die (echten) hochmontanen Nebelwälder an sehr hohen Gebirgen der inneren Tropen über den Wolkenwäldern bei 2500/2800 Meter beginnen (zentrale Andenländer Südamerikas, Zentralafrika, Sri Lanka, Malaiische Inseln), sinkt diese Grenze bis zu den Randtropen auf rund 1000 Meter ab (Zentralamerika, Hinterindien, Fidschi, Madagaskar, Südostbrasilien). Die Obergrenze erreicht in Äquatornähe etwa 3000/3500 Meter Höhe (zum Teil bis auf 4000 Meter). Die Niederschlagsmengen pro Jahr liegen hier mit meistens über 2000 mm wieder höher als in den oberen Wolkenwäldern. Die Jahresmitteltemperaturen liegen meistens zwischen 18 und 12 °C.
Floristisch und strukturell sind die Unterschiede zu den Wolkenwäldern nur gering: Die Wuchshöhe der Bäume sinkt kontinuierlich mit zunehmender Meereshöhe, das Baumarteninventar ist noch etwas kleiner und enthält nun Arten, die zeitweilig Frost aushalten. Das Kronendach ist nur noch einschichtig und Emergenten kommen nur noch ausnahmsweise vor. Die Anzahl der Moos-, Farn-, Flechten- und vor allem Epiphyten-Arten ist in der unteren bis mittleren Nebelwaldstufe noch deutlich größer. Brettwurzeln, Schlingpflanzen und holzige Lianen fehlen hier ganz.
In windexponierten Höhenlagen gegen die Waldgrenze sind die Nebelwälder zwergwüchsig und knorrig und werden als Elfenwälder bezeichnet.
Oberhalb der tropischen Waldgrenze liegen zumeist baumlose Hochlandsteppen mit Horstgräsern (Puna) und Schopfrosetten (im Páramo).

### Subtropische „Nebelwälder“ / Lorbeerwälder der Gebirgsstufe

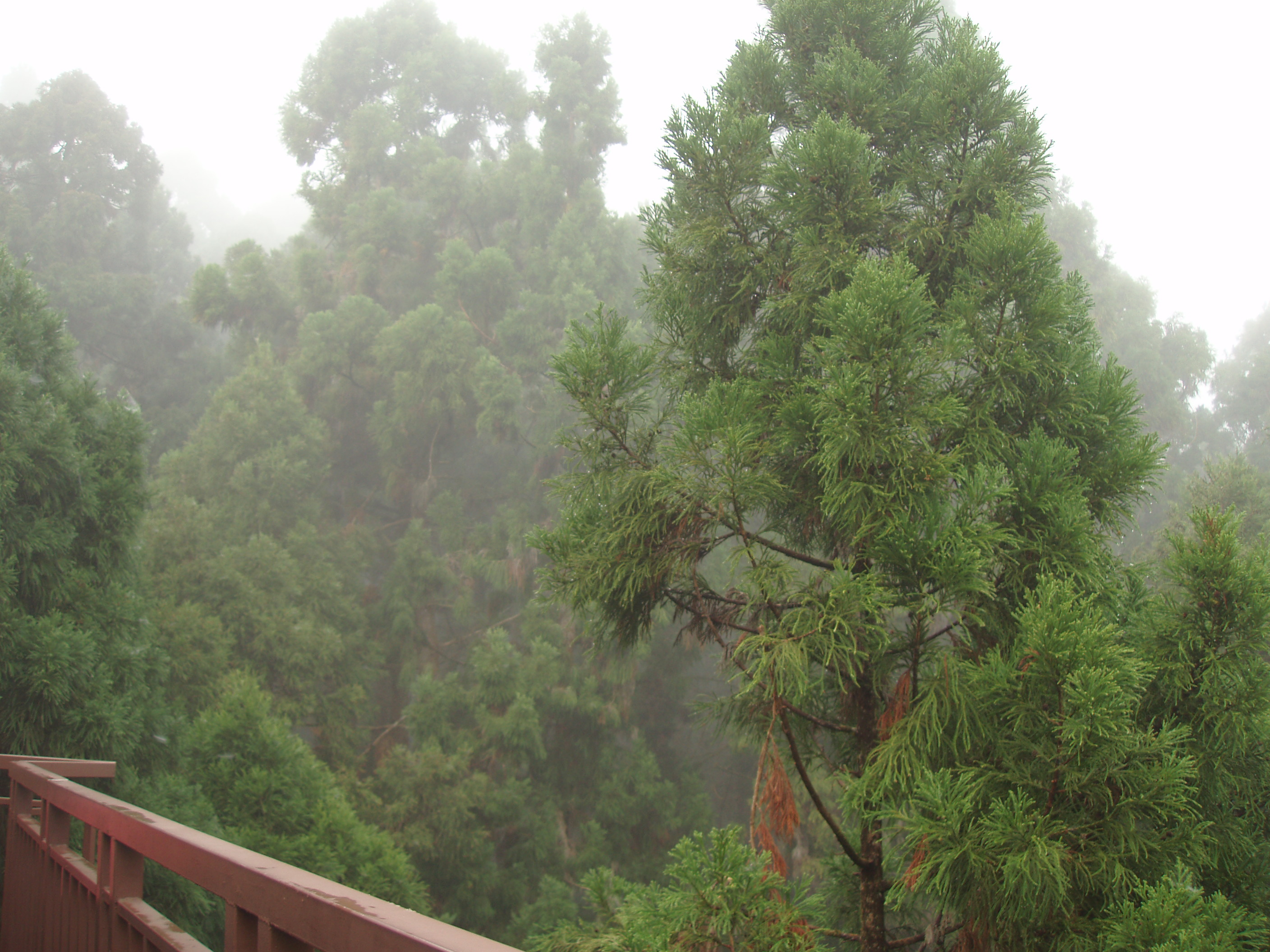
Zypressen-Nebelwald im Xitou Forest Recreational Area (Taiwan)

Die folgende Tabelle zeigt beispielhafte Klimawerte einiger immerfeuchter subtropischer Lorbeer-Bergwälder:
| Gebirge                                   | Montane Höhenstufe | Jahresmitteltemperaturen | Niederschläge im Jahresmittel |
| ----------------------------------------- | ------------------ | ------------------------ | ----------------------------- |
| West-Kaukasus                             | 600–1200 m         | 9–6 °C                   | 2000–4000 mm                  |
| Australische Alpen in Südost-Australien   | 900–1500 m         | 10–8 °C                  | 800–1200 mm                   |
| Südliche Himalaya-Vorketten               | 2000–4000 m        | 13–5 °C                  | 6000–2500 mm                  |
| Teide auf Teneriffa*                      | 900–1200 m         | 15 °C                    | 700–1000 mm                   |
| Yushan auf Taiwan                         | 1400–2600 m        | 17–10 °C                 | >2500 mm                      |
| Floresta ombrófila mista Südost-Brasilien | 500–1600 m         | 18–13 °C                 | 1300–3000 mm                  |

Der bei 500 oder weniger Höhenmetern beginnende „Nebelwald“ feuchter subtropischer Gebirge – korrekter wäre etwa „Lorbeerwald der Gebirgsstufe“ – der häufig gemeinsam mit den subtropischen Tiefland-Lorbeerwäldern betrachtet wird – hat auf den ersten Blick vieles mit seiner tropischen Entsprechung gemeinsam: Die Wuchshöhe der immergrünen, knorrigen Bäume liegt nur im Schnitt zwischen 10 und 30 m, das Kronendach hat höchstens zwei Schichten, stützende Brett- oder Stelzwurzeln und holzige Lianen sind selten und Blätter mit Träufelspitzen fehlen ganz. Hinzu kommen fast überall Nadelgehölze (statt der Baumfarne in den Tropen). Bis auf die Lorbeergewächse unterscheiden sich die „Nebelwälder“ der Subtropen deutlich von den tropischen Nebelwäldern: Das Arteninventar enthält bereits viele Arten der gemäßigten Zone. Von den dortigen sommergrünen Laubwäldern unterscheiden sich die Lorbeerwälder allerdings durch mildere Winter, sodass immergrüne Laubbäume dominieren. Klimatisch werden sie von den tropischen und subtropischen Regenwäldern durch das Vorhandensein einer kühlen Jahreszeit mit gelegentlichen Frösten unterschieden.
Die Waldgrenze der subtropischen „Nebelwälder“ liegt bereits bei rund 1500 Meter.

## Gefährdung
Zwischen 2001 und 2018 hat die Gesamtfläche der Bergnebelwälder um etwa 2,4 Prozent abgenommen. Wolken- und Nebelwälder gehören zu den gefährdetsten Landökosystemen der Erde. Dies hat vor allem drei Gründe:
- Sie sind als Gebirgsbiome naturgemäß nur relativ kleinflächig vorhanden und enthalten daher sehr viele seltene sowie endemische Arten.
- Sie sind besonders stark auf gleichbleibende Klimaverhältnisse angewiesen (etwa sehr trockenheitsempfindliche Blätter), die sich durch den Klimawandel verändern werden.
- Viele Nebelwaldregionen sind wegen ihres immerfeuchten und vergleichsweise milden Klimas wichtige landwirtschaftliche Produktionsgebiete (Kaffee, Zitrusfrüchte, Bananen), die entsprechend beansprucht werden.

## Lokalisierung einiger Wolken- und Nebelwälder

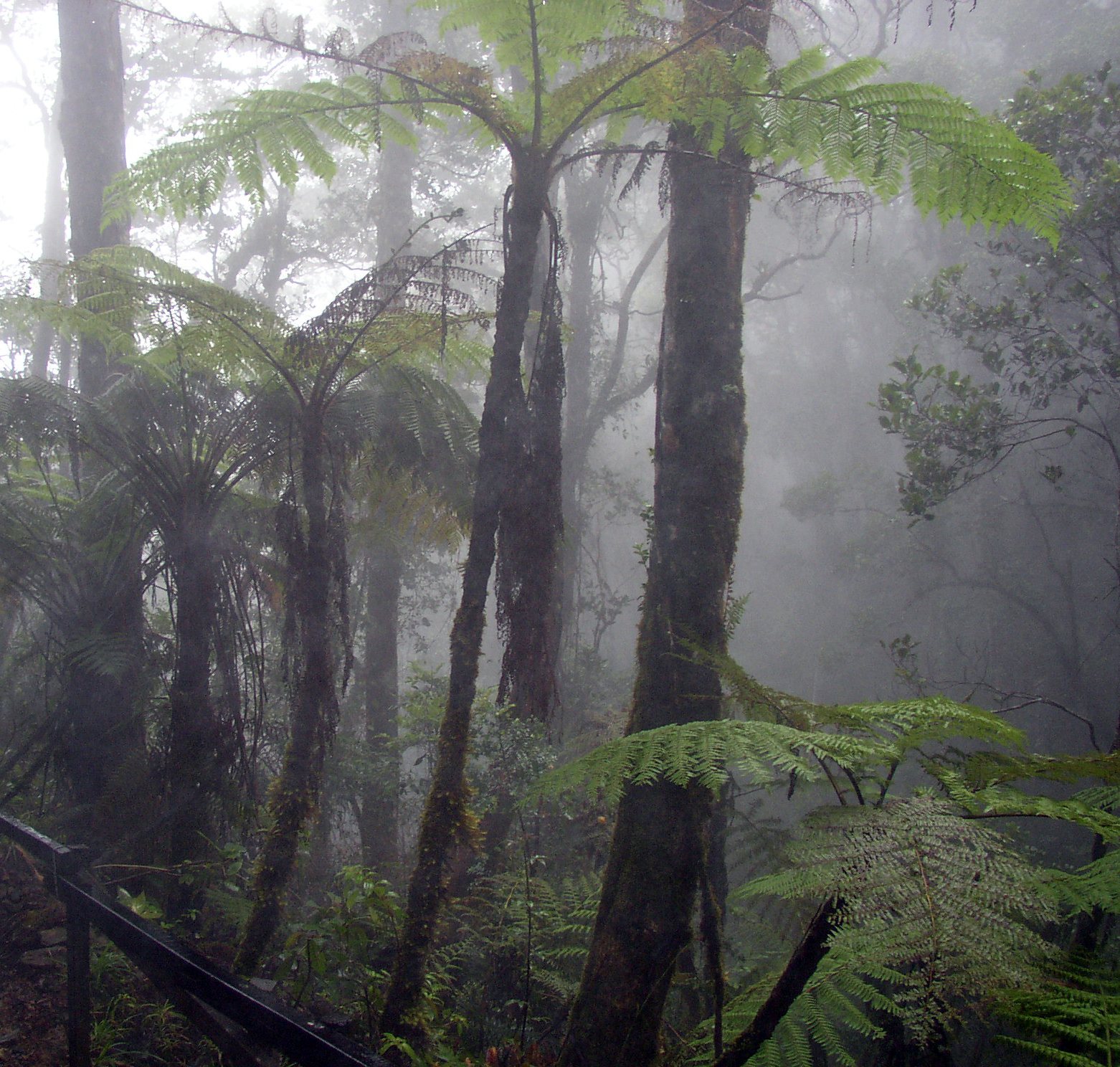
Nebelwald mit Baumfarnen am Kinabalu auf Borneo

### Mittelamerika
In Costa Rica im Biologischen Reservat Monteverde.
Im mexikanischen Bundesstaat Veracruz in der Region Altas Montañas. Auch im Bundesstaat Chiapas gibt es Nebelwälder, z. B. im Naturschutzgebiet El Triunfo oder auch im Nationalpark Lagunas de Montebello.

### Südamerika
Die montanen Bergregenwälder, Wolken- und Nebelwälder der Ostabhänge der Anden von Venezuela bis Peru gehören zum zweit-artenreichsten Megadiversitätszentrum der Erde.
In Bolivien kommen Bergnebelwälder z. B. in der Region der Yungas vor. Die bekannte Inkastätte Machu Picchu liegt im peruanischen Bergnebelwald auf einem östlichen Vorberg der Anden am Übergang zum Amazonastiefland.

### Asien

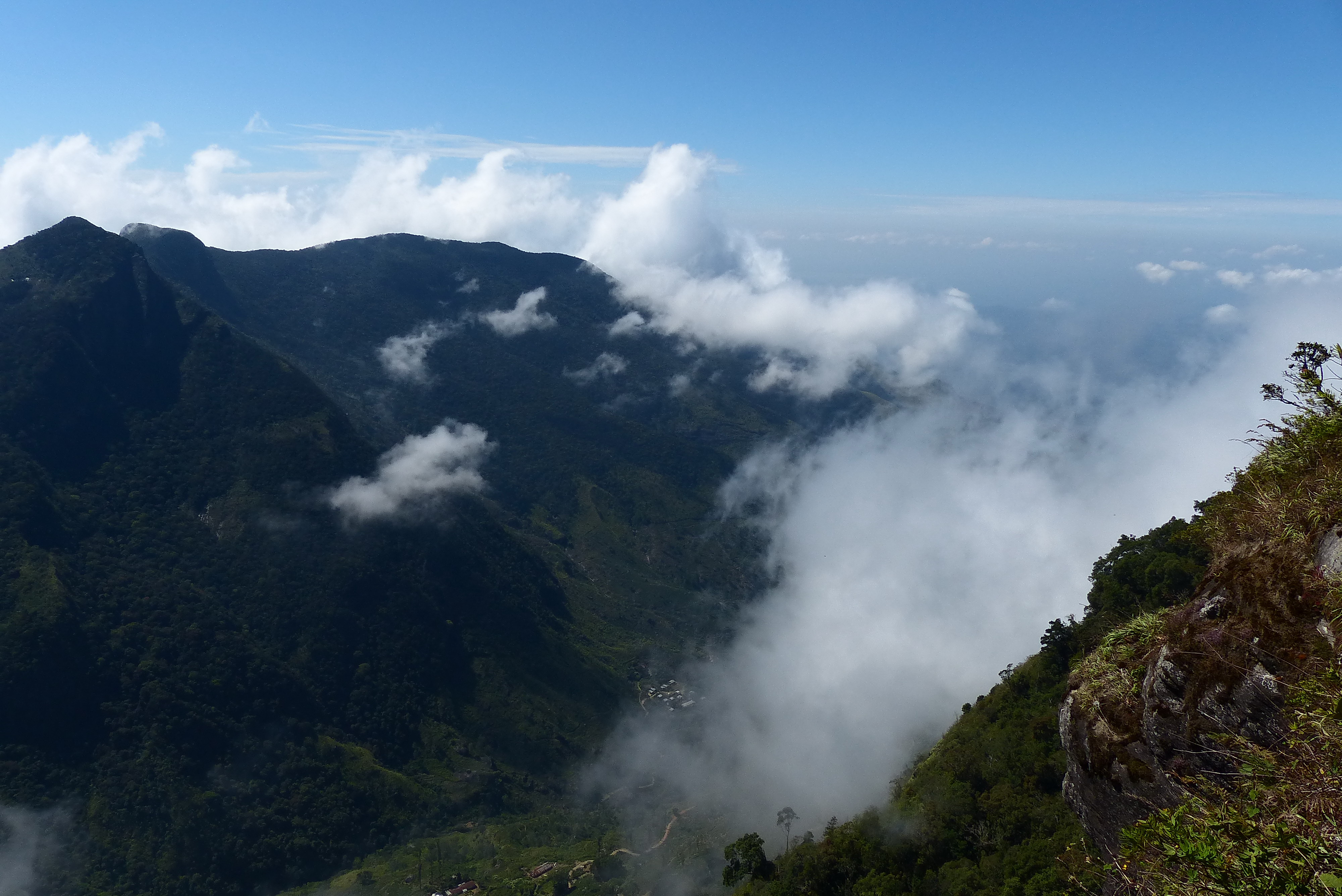
Wolken an den Flanken des Horton-Plains-Hochplateaus mit Blick in Richtung Küste, Steilhang „World's End“ (Sri Lanka), März 2014.

Auf den Philippinen bei den Reisterrassen von Banaue auf Luzón. An den Hängen des Kinabalu in Sabah auf Borneo. Im zentralen Hochland von Sri Lanka zählt der Horton-Plains-Nationalpark mit seinen Bergwäldern zum UNESCO-Naturerbe Central Highlands of Sri Lanka. Osttimor verfügt noch über etwa 100 km² Nebelwälder an verschiedenen Bergen des Landes, so am Foho Taroman.

### Afrika
Auf den westlichen kanarischen Inseln: Im Nordosten von Teneriffa im Anaga-Gebirge, am Nordhang des Teide sowie auf La Palma und Gomera finden sich subtropische Bergwälder.
An den Hängen des Kilimandscharo, des Mount Kenya, der Virungas, des Ruwenzori-Gebirges und, an der Grenze zu Westafrika, des Kamerunberges liegen tropische Wolken- und Nebelwälder.